# Begum Aizaz Rasul
Begum Qudsia Aijaz Rasul née le 4 avril 1908   et  morte le 1er août 2001, est la seule femme musulmane de l'Assemblée constituante qui rédige la Constitution de l'Inde,.

## Biographie

### Origines et études
Begum Rasool naît le 4 avril 1908 à Maler Kotla en tant que Qudsia Begum, fille de Sir Zulfiqar Ali Khan et de sa femme Mahmuda Sultana.
Son père, Sir Zulfiqar, appartient à une branche collatérale de la famille régnante de l'État princier de Maler Kotla dans le Pendjab.
Sa mère, Mahmuda Sultan, est la fille de Nawab Allauddin Ahmed Khan, Nawab de Loharu.
Qudsia se marie en 1929 avec Nawab Aijaz Rasul, le taluqdar (propriétaire terrien) de Sandila dans le district de Hardoi, qui fait alors partie d'Awadh (aujourd'hui intégré à l'Uttar Pradesh). Le mariage est arrangé par Sir Malcolm Hailey et il est entièrement harmonieux.
Deux ans après le mariage, lorsque Qudsia a quatorze ans, son père décède. Peu de temps après cet événement, ses beaux-parents viennent la chercher et l'emmènent à Sandila, qui sera sa maison toute sa vie et où elle est enterrée après sa mort. À Sandila, Qudsia est désignée par le nom de son mari Begum Aijaz Rasool, et c'est ainsi qu'elle est connue dans tous les registres publics,,.
Elle a une fille qui s'appelle Zeenat Iman.

### Carrière politique

#### Participation au mouvement d'indépendance de l'Inde
En 1937, Begum Rasul entame sa carrière politique électorale en étant élue membre de l'Assemblée législative de l'U.P., un rôle qu'elle maintient jusqu'en 1951. Elle est l'une des rares femmes parlementaires élues dans une province non réservée de l'Inde britannique,.
Entre 1937 et 1940, elle assume également la fonction de présidente adjointe du Conseil,.
En 1946, elle est élue à l'Assemblée constituante de l'Inde et est l'une des 28 membres de la Ligue musulmane. Elle est la seule femme musulmane de l'Assemblée. Begum Rasul représente les Provinces-Unies et intervient dans les débats sur des sujets tels que la langue nationale, le maintien de l'Inde dans le Commonwealth, les réserves, les droits de propriété et les droits des minorités,.
Entre 1950 et 1952, Begum Aijaz Rasul se distingue en tant que chef de l'opposition à l'Assemblée de l'U.P., et en 1950, à la suite de la dissolution de la Ligue musulmane en Inde, elle rejoint le Congrès, ce qui conduit à son élection au Rajya Sabha pour la période de 1952 à 1954,.
Entre 1969 et 1971, elle est ministre du Bien-être social et des minorités. En 2000, elle reçoit le Padma Bhushan pour sa contribution au travail social,,,,.
Tout au long de son mandat, Begum Rasul se positionne fermement contre la réservation pour les minorités dans les assemblées législatives, la partition de l'Inde, et les pratiques féodales comme le système des zamindaris,.

#### Rôle dans l'Assemblée constituante
Begum Aijaz Rasul joue un rôle essentiel dans la création d'un consensus parmi les dirigeants musulmans pour renoncer volontairement à la demande de sièges réservés pour les minorités religieuses dans l'Assemblée constituante de l'Inde. Lors des discussions concernant les droits des minorités dans une réunion du Comité de rédaction, elle s'oppose à l'idée d'avoir des circonscriptions électorales séparées pour les musulmans. Elle qualifie cette idée d'« arme auto-destructrice qui sépare les minorités de la majorité pour toujours ». Les membres musulmans qui souhaitaient maintenir les circonscriptions électorales séparées se rallient à l'appel de Begum,,,.

### Promotion du hockey féminin en Inde
Elle occupe le poste de présidente de la Fédération indienne de hockey féminin pendant 20 ans et est également présidente de la Fédération asiatique de hockey féminin. La Coupe indienne de hockey féminin porte son nom [explication supplémentaire nécessaire]. Gardant un vif intérêt pour le sport, elle porte même les blancs des hommes pour jouer pour l'équipe du Président contre l'équipe du Premier ministre lors d'un match amical en 1952,,,.

### Autrice
Personne largement voyageuse, Begum Rasul est membre de la Délégation de bonne volonté du Premier ministre au Japon en 1953 et de la Délégation parlementaire indienne en Turquie en 1955. Elle s'intéresse également beaucoup à la littérature et est l'auteure du livre Trois semaines au Japon et contribue à divers journaux et magazines. Son autobiographie s'intitule De la purdah au Parlement : Une femme musulmane dans la politique indienne,.

## Publication
- (en) Begam Aizaz Rasul, From Purdah to Parliament, Michigan, Ajanta Publications, 2001, 236 p.

## Prix
- En 2000, elle reçoit le Padma Bhushan pour sa contribution au travail social[4].